# Henry Hilton Leigh
Henry Hilton Leigh (1832-1910) fue un propietario de tierras y pionero irlandés en el cultivo masivo de algodón en Perú, nació en Nueva Ross, Condado de Wexford, hijo de John Leigh y Elisa Whitney.
Junto con su hermano John, Henry Leigh emigró a Chile en 1853 y al puerto de Paita, Perú, en 1855. En Paita, Leigh trabajó para comerciantes británicos, pero cuando se estableció en Piura, abrió su propio negocio, H.H. Leigh & Co. Henry Leigh fue el primero en exportar algodón desde Piura hacia Europa y estableció la primera prensa de algodón en la región.

## Vida personal
En 1857, Henry Hilton contrajo matrimonio con Carmen Cortés del Castillo. No tuvieron hijos. Ella era prima de Miguel Cortés del Castillo, un héroe en la Batalla de Junín contra las fuerzas españolas, y perteneciente a la aristocracia regional. En 1886, Leigh contrajo matrimonio con la hermana de su esposa, Mercedes Jesús Cortés del Castillo, y sus hijos fueron George Edward, Benjamin, quien era médico y vivía en Inglaterra, Federico, quien era ingeniero y también vivía en Inglaterra, Carlos y Guillermo. Además, adoptaron a Mercedes Leigh Cortés del Castillo.

## Adopción de la medida "carga"
Una de las contribuciones de Leigh a la producción de algodón en la región fue la creación de una nueva medida, la carga. En Piura, tanto el mercado como los agricultores de la región utilizaban la carga como la unidad estándar para el cultivo y la comercialización del algodón en la ciudad. 

## Primer teléfono en Piura
Henry Leigh también instaló la primera línea telefónica, desde su casa en la calle Lima hasta su hacienda "Bigote", ubicada en el actual distrito de San Juan de Bigote. Para 1910, era uno de los terratenientes más adinerados de Piura, como productor de algodón y ganado.

## Fundación de la Cámara de Comercio y Producción de Piura
De 1891 a 1905, Leigh fue el primer presidente de la Cámara de Comercio y Producción de Piura, junto a Carlos Schaefer y Roberto S. Temple. Además, fue un generoso benefactor del hospital Belén, ubicado en la Plaza de Armas hasta el terremoto de 1912.
Henry Leigh falleció en 1910 en Santo Domingo (Piura) y fue enterrado en el Cementerio San Teodoro.